# パナソニック
パナソニック株式会社（英: Panasonic Corporation）は、パナソニックホールディングス傘下の日本の大手電機メーカー。エアコンや洗濯機などといった白物家電分野をはじめ、照明器具・配線器具、B2B向けの空調事業などの分野などに重点を置く。登記上の本店は大阪府門真市に、本社機能は東京都港区東新橋（汐留）のパナソニック東京汐留ビルにそれぞれ置いている。
本項では、パナソニック（初代、旧：松下電器産業）が持株会社制に移行し、パナソニックホールディングスになった際に中核となる事業会社として設立された二代目法人について記す。

## 歴史

### 2020年代
- 2021年（令和3年）
  - 4月1日 - パナソニック分割準備株式会社を設立[2]。
- 2022年（令和4年）
  - 4月1日 - パナソニック株式会社（初代）が、持株会社体制へ移行し、パナソニックホールディングス株式会社に商号変更。パナソニック分割準備株式会社がパナソニック株式会社（二代目）に商号変更。
  - 12月1日 - ヤンマーホールディングス株式会社（ヤンマー）と「分散型エネルギー事業」で協業。
- 2024年（令和6年）
  - パナソニック、アマゾンと協業で「パナソニック専用Fire TV OS」を新規開発。2024年度 4Kビエラに導入開始

## 事業領域
パナソニックでは、初代パナソニックから以下の事業を継承するとともに、事業毎に社内分社制も導入された。
- ホームアプライアンス事業 - アプライアンス社（以下、AP社）のうち、パナソニック エンターテインメント&コミュニケーション株式会社へ継承されたスマートライフネットワーク（AVC）関連を除く白物家電関連の事業領域で、「くらしアプライアンス社」である。
- 中国・北東アジア事業 - 中国・北東アジア社の事業領域で、「中国北東アジア社」となる
- 空質空調事業 - AP社およびライフソリューションズ社（以下、LS社）の空調・空質関連の事業領域で、「空質空調社」である。
- 食品流通事業 - AP社およびUS社ハスマン事業部の食品流通関連の事業領域で、「コールドチェーンソリューションズ社」となる
- 電気設備事業 - AP社およびLS社の電気設備関連の事業領域で、「エレクトリックワークス社」である。

### その他
- パナソニック サイクルテック
- 吉井電気 - パナソニックの代理店。
- SANEI - 同社から発売されている温水洗浄便座は、パナソニックからのOEM製品が主である。
- ダイハツ・ハイゼットデッキバン - ダイハツ工業との共同開発。商品の特性上、横に寝かせて輸送できない冷蔵庫の輸送のために開発した車種。